# Александра Наумова
Александра (Леца) Динева Наумова е деятелка на Българската комунистическа партия (БКП).

## Биография
Родена е на 30 септември 1901 година в костурското село Кономлади, което тогава е в Османската империя. В 1930 година се изселва в Бургас, България. Наумова има леви политически възгледи и развива активна дейност в левичарските женски организации. Активистка е на Бургаското женско македонско дружество. В полицейски доклади от 18 и 25 ноември 1942 година активистките от ръководството на Дружеството са описани като „добри и благонадеждни граждани“ с изключение на Александра Наумова, която „не е със здрави държавнически разбирания“ и „в миналото е имала широки, интимни връзки с Христо Калайджиев, бивш народен представител от Работническата партия и деен член на същата партия“, както и с Ганчо Давчев, осъждан по Закона за защита на държавата.
В 1941 година Наумова влиза в нелегалната БКП. Укрива комунистически партизани. На 8 септември 1944 година в къщата ѝ в Бургас е установен щабът на комунистическите дейци, готвещи преврата на следния ден в града.
След преврата е членка на Градския комитет на БКП в Бургас и председателка на отдела за работа с жените. Председателка е на Женското македонско дружество в града до закриването му в 1947 година. Членка е на втория състав на така наречения Народен съд в Бургас.
В 1953 година се изселва в София.